# Osmia lhotelleriei
Osmia lhotelleriei är en biart som beskrevs av Pérez 1887. Osmia lhotelleriei ingår i släktet murarbin, och familjen buksamlarbin. Inga underarter finns listade i Catalogue of Life.